# Nuda propiedad
La nuda propiedad es aquel derecho de una persona sobre una cosa en la que su relación con ella es de ser sola y únicamente propietario. Como propietario, tiene el dominio sobre la cosa, pero no ostenta la posesión por haber sido cedida esta a través de un derecho real denominado usufructo. Se trata del conjunto de prerrogativas que conserva el propietario de una cosa cuando esa cosa es objeto de un derecho de propiedad (usufructo, o habitación por ejemplo) por parte de un tercero. El derecho de propiedad es el derecho que tiene una persona de utilizar (usus), sacar beneficios de una cosa (fructus) y disponer de ella, o sea venderla, hipotecarla e inclusive destruirla (abusus).[cita requerida]
Por ejemplo, el dueño de una propiedad que la alquila es el nudo propietario de la misma: conserva el derecho de disponer de la cosa (abusus: venderla, etc.), mientras el derecho de usufructo está en manos de la persona que paga el alquiler. El inquilino tiene los derechos de uso y fructo, pero no puede vender la propiedad, ni hipotecarla, ni destruirla, porque el dueño, como nudo propietario, conserva esos derechos (abusus).[cita requerida]
El jurista francés Henri Capitant (1865-1937) la definió así:

Expresión doctrinal moderna, desconocida en el código civil con la cual se designa comúnmente al conjunto de atributos del derecho de propiedad que pertenece al propietario de un bien sobre cual goza otra persona del derecho de uso usufructo o habitación durante el tiempo que permite este desmembramiento de la propiedad.

## Facultades del nudo propietario
El nudo propietario es el dueño de la cosa, pero con la importante limitación de que existe un usufructo (derecho de poder usar y disfrutar la cosa) que pertenece a otra persona. Sin embargo, el usufructo no puede ser indefinido, y siempre tiene un término (ya sea un término fijo o, en el caso de usufructo vitalicio, hasta la muerte del usufructuario). Por lo tanto, el nudo propietario recobrará la propiedad plena cuando se extinga el usufructo.
Por lo tanto, los derechos del nudo propietario son:
- Derecho a recuperar la cosa en buen estado a la extinción del usufructo.
- Disponer de la cosa. Si bien el usufructo se mantiene, el nudo propietario puede vender su nuda propiedad.
- Otros derechos accesorios. En el caso de bienes específicos, como acciones de sociedades anónimas, puede tener derecho a ejercer los derechos políticos de las mismas, aunque esto depende en gran medida de la legislación aplicable.